# Музей-мастерская Ивана Кавалеридзе
Музей мастерская Ивана Петровича Кавалеридзе. Расположен в здании, где мастер работал над памятником княгине Ольге. Данный музей один из известнейших художественных объектов на Андреевском спуске. В музее проводятся различные художественные выставки.

## История

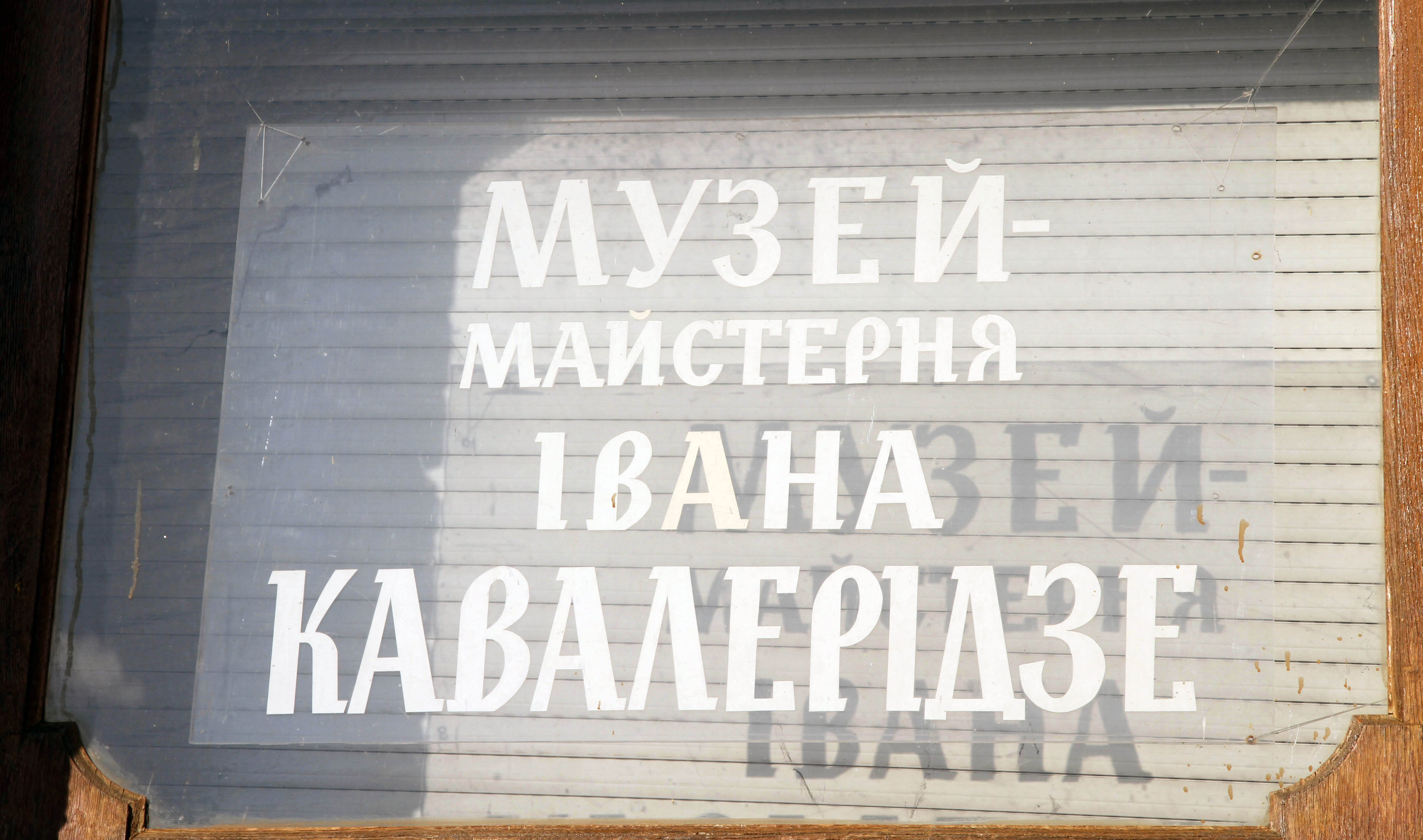
Табличка музея-мастерской Ивана Кавалеридзе

Музей открыт 15 ноября 1993 распоряжением Представителя Президента Украины в Киеве Леонида Косаковского по инициативе украинских деятелей культуры и политиков. Учредителями музея являются племянница Кавалеридзе — Нонна Капельгородськая и ее муж Ростислав Синько, который был директором музея до 2008 года.

## Экспозиция
- Различные работы и проекты художника, многие оригиналы его станковых скульптур, фотографии, а также рукописи сценариев, пьес;
- Видеокассеты фильмов «Коліївщина», «Прометей», «Наталка Полтавка» и другие, а также книги издание о фильмах;
- Работает творческая мастерская (снявшая несколько фильмов о художнике);
- Открыт видеозал и галерея «В доме Ивана Кавалеридзе».
- При здании музея находится небольшой сад. В нем размещены те работы мастера, которые не поместились в помещении.